# Cuyamacamelus
Cuyamacamelus — вимерлий рід родини Miolabinae. Рід містить такі види: Cuyamacamelus jamesi. Скам'янілості виявлено в Каліфорнії (2 колекції).